# Campeonato Mundial de Gimnasia Rítmica de 1963
El I Campeonato Mundial de Gimnasia Rítmica se celebró en Budapest (Hungría) entre el 7 y el 8 de diciembre de 1963 bajo la organización de la Federación Internacional de Gimnasia (FIG) y la Federación Húngara de Gimnasia.

## Resultados
| Evento                 | Oro                                            | Plata                                          | Bronce                                  |
| ---------------------- | ---------------------------------------------- | ---------------------------------------------- | --------------------------------------- |
| Concurso completo ind. | Liudmila Savinkova Unión Soviética 19,233 pts. | Tatiana Kravchenko Unión Soviética 19,166 pts. | Julia Traslieva Bulgaria 18,933 pts.    |
| Libre sin aparatos     | Liudmila Savinkova Unión Soviética 9.633       | Tatiana Kravchenko Unión Soviética 9,600       | Elvira Averkovich Unión Soviética 9,433 |
| Libre con aparatos     | Liudmila Savinkova Unión Soviética 9,600       | Tatiana Kravchenko Unión Soviética 9,566       | Julia Traslieva Bulgaria 9,533          |

## Medallero
| Núm. | País            | Oro | Plata | Bronce | Total |
| ---- | --------------- | --- | ----- | ------ | ----- |
| 1    | Unión Soviética | 3   | 3     | 1      | 7     |
| 2    | Bulgaria        | 0   | 0     | 2      | 2     |

- Datos: Q2560263